# Toxicodendron diversilobum
Toxicodendron diversilobum là một loài thực vật có hoa trong họ Đào lộn hột. Loài này được (Torr. & A.Gray) Greene miêu tả khoa học đầu tiên năm 1905.

## Hình ảnh

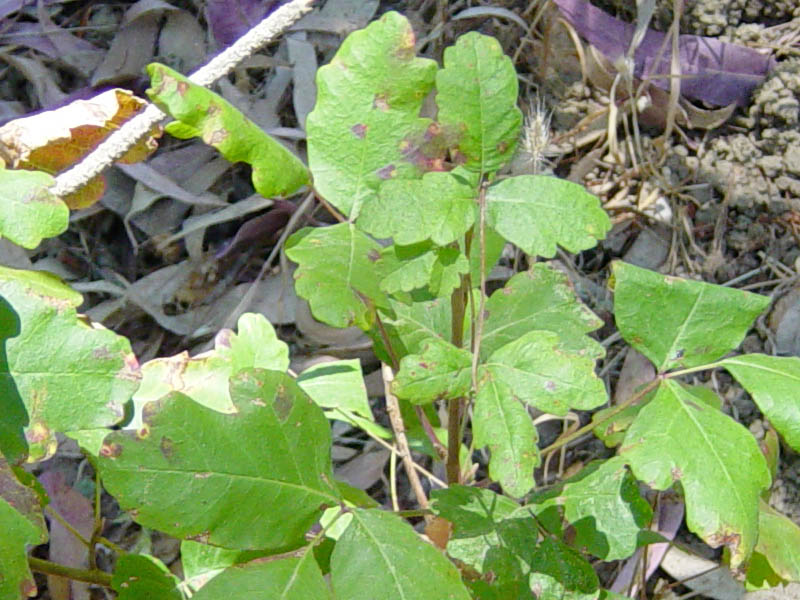
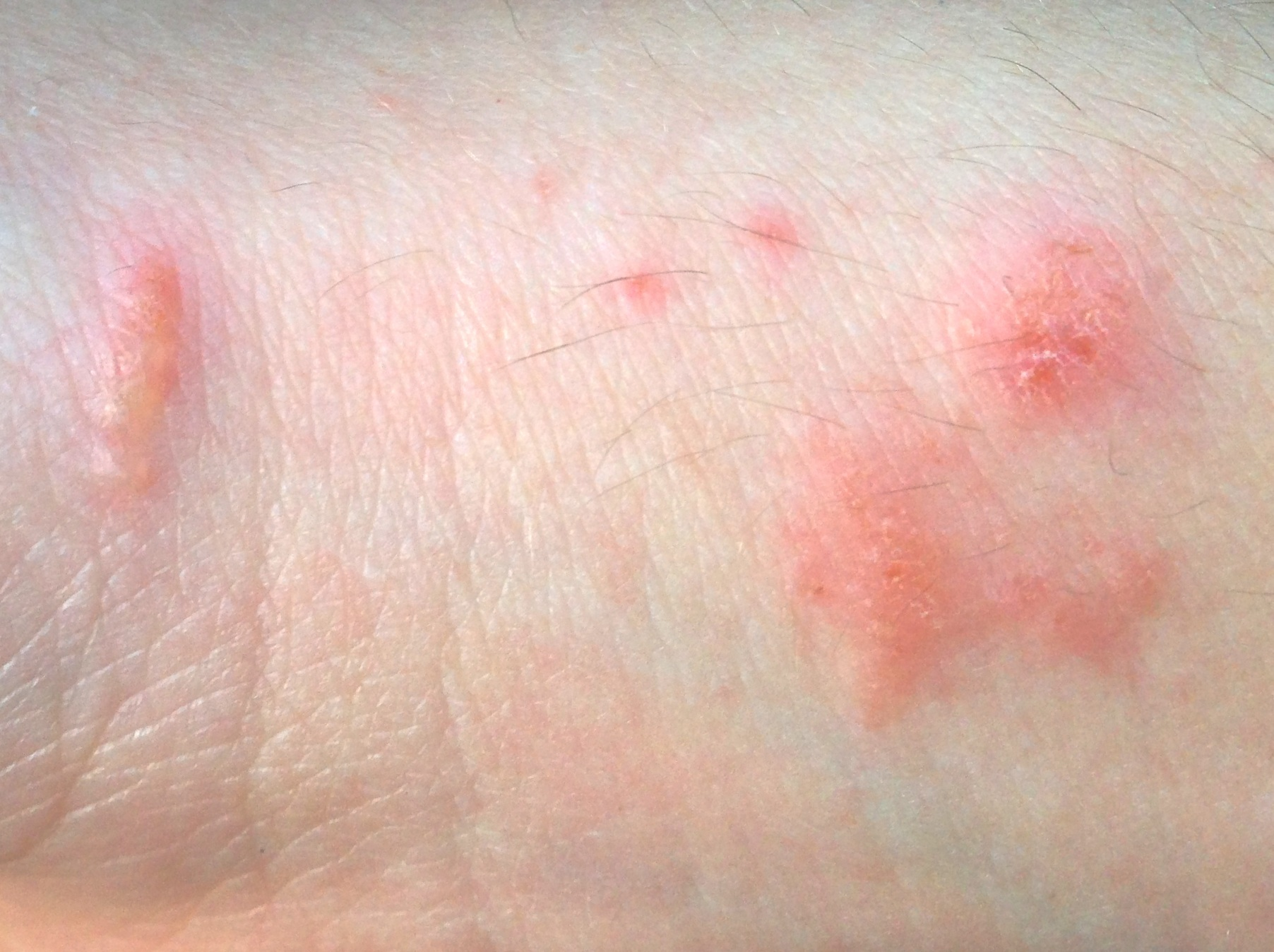
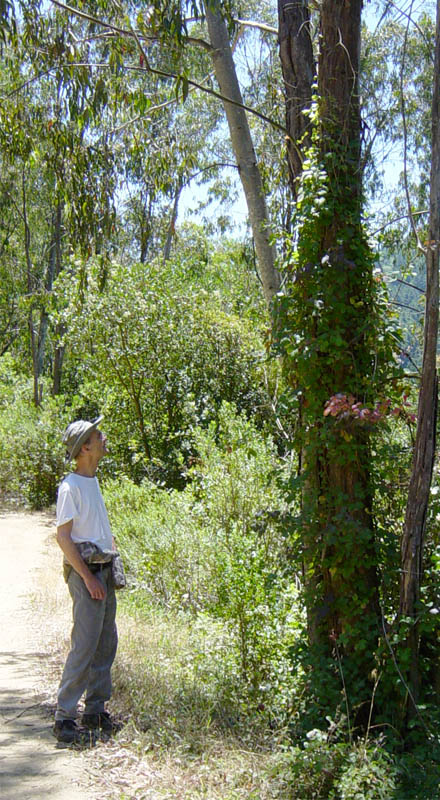
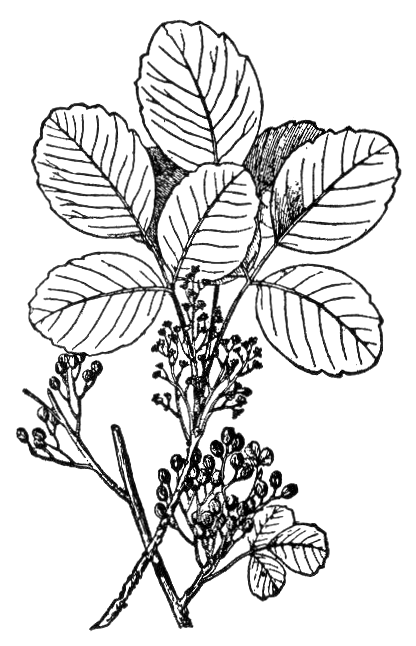